# Graphoderus
Graphoderus es un género de coleópteros adéfagos de la familia Dytiscidae.

## Especies
Tiene las siguientes especies:
- Graphoderus austriacus	(Sturm)
- Graphoderus bilineatus	(Deg.)
- Graphoderus blineatus
- Graphoderus cinereus	Linnaeus 1758
- Graphoderus fasciatocollis	Harr.
- Graphoderus heeri	Nilsson 2001
- Graphoderus liberus
- Graphoderus manitobensis	Wallis 1933
- Graphoderus mirabilis	Riha 1974
- Graphoderus occidentalis
- Graphoderus perplexus	Sharp
- Graphoderus sahlbergii	Seidlitz 1887
- Graphoderus verrucifer	Sahlberg 1824
- Graphoderus zonatus